# Matinata
Matinata (o Kali Nifta, Καληνύχτα) è una serenata grica il cui testo è stato composto dal poeta calimerese Vito Domenico Palumbo (1854-1918).
La canzone è talmente diffusa da potersi considerare patrimonio popolare della Grecìa salentina. Essa è stata eseguita e registrata da un grandissimo numero di gruppi di musica popolare salentina, talvolta con arrangiamenti jazz, folk e soul; con questa canzone per tradizione si chiude la Notte della Taranta.

## Significato del testo
Il brano è una struggente serenata d'amore che un innamorato - affacciato alla propria finestra - canta alla propria amata, mentre pensa intensamente a lei. Sebbene l'uomo nutra un profondo sentimento per lei, portandola sempre nel cuore ovunque vada, l'amore non è minimamente corrisposto. Ciò causa in lui una profonda e intensa sofferenza.